# Haus Vienna

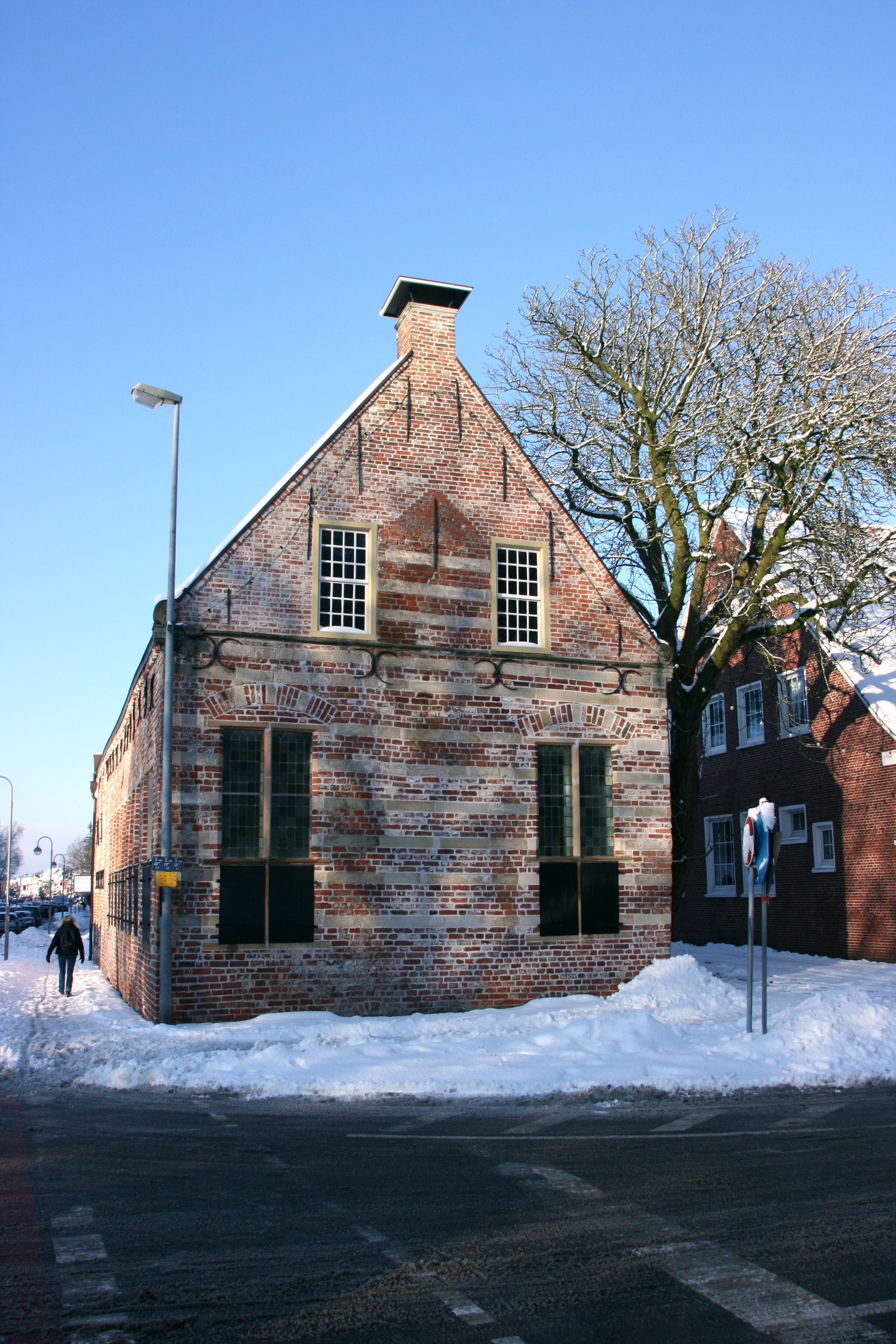
Das Haus Vienna im Jahre 2009

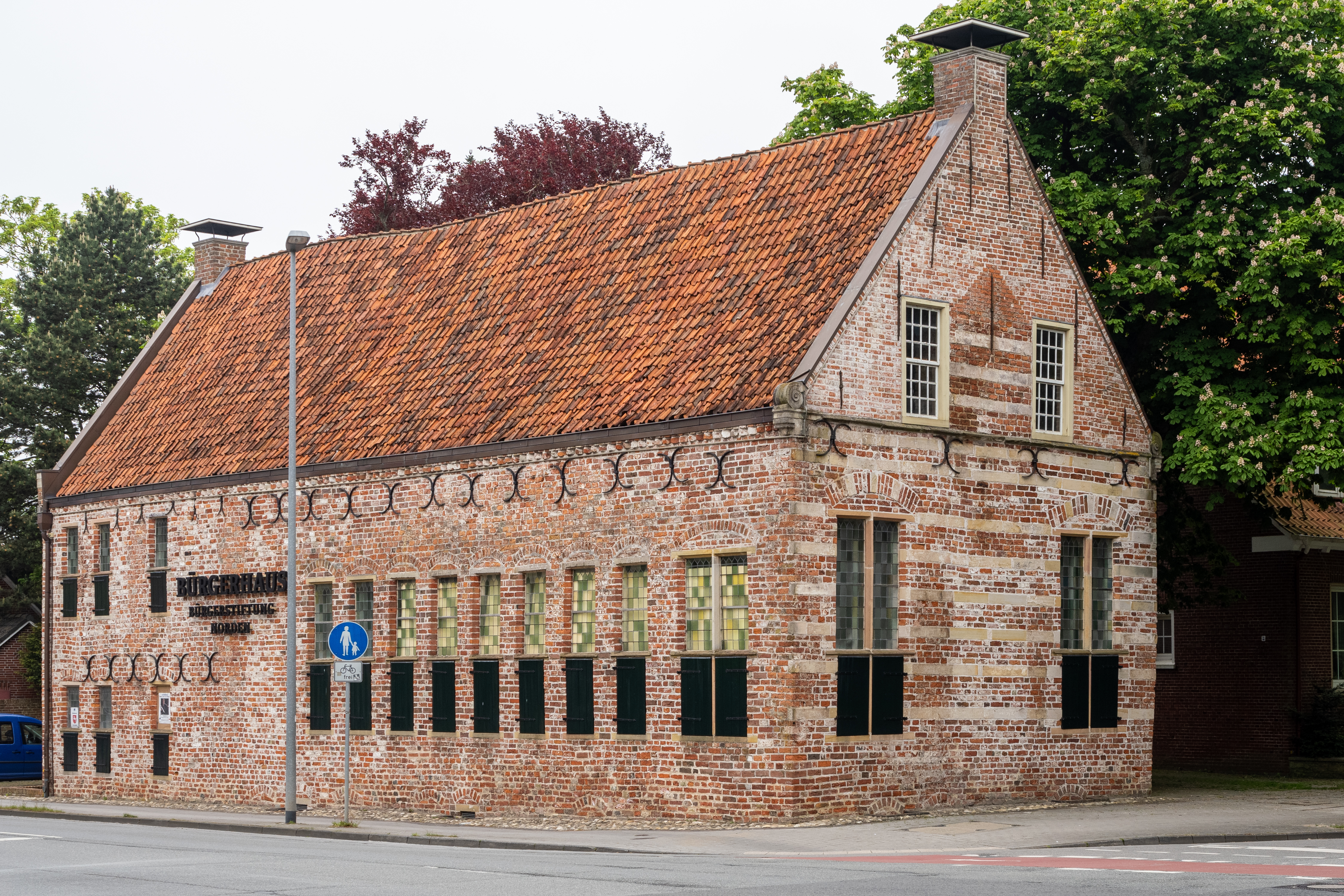
Traufseite „Haus Vienna“ (2024)

Das Haus Vienna ist ein denkmalgeschütztes Gebäude in der ostfriesischen Stadt Norden (Landkreis Aurich, Niedersachsen). Es hat die Adresse Am Markt 55. Das Bauwerk aus der Zeit um 1600 gilt als eines der ältesten erhaltenen Häuser der Stadt. Es gehört seit 2008 der Bürgerstiftung Norden, die das Gebäude seither als Bürgerhaus bezeichnet.

## Beschreibung
Das Haus Vienna ist ein zum Markt giebelständiges Gebäude vom Typus eines ostfriesischen Steinhauses im Stil der Renaissance. Es steht einer „städtebaulich exponierten Lage an der Nordseite des Marktes, Ecke Norddeicher Straße, in unmittelbarer Nähe der Ludgeri-Kirche“. Das Gebäude ist 22 Meter lang und 8,20 Meter breit. Die Außenmauern sind zwischen 50 und 70 Zentimeter dick, bestehen aus Backsteinen im Klosterformat im Vollmauerwerk.
Der Eingangsbereich lag ursprünglich an der Hof- also der Ostseite. Heute gibt es einen weiteren Eingang an der Nordseite. Der ältere Eingangsbereich verfügt über eine Kaminanlage und ist mit Bremer Floren ausgelegt.
Das Gebäude ist im südlichen Bereich eingeschossig. Die Giebelwand zum Markt weist an niederländischen Vorbildern orientierten typischen „Specklagen“ auf: Die Fassade setzt sich abwechselnd aus Backstein- und hell gestrichenen Schichten aus Kalkstein zusammen. Die hohen Fenster der marktseitigen Giebelwand sind wie auch das der Marktseite nächste Fenster der langen Westseite bleiverglaste Kreuzstockfenster. Auf dieser Seite folgen im vorderen Bereich acht einachsige bleiverglaste Fenster. Alle Fenster verfügen im unteren Bereich über Holzklappen, mit denen sie teilweise verschlossen werden können. In seinem Inneren verfügt der nördliche Teil über einen 6,50 Meter breiten und 13 Meter langen Saal, also insgesamt 84,5 Quadratmeter großen, und 5,10 Meter hohen Saal, der bei der jüngsten Restaurierung wieder in seinen Ursprungszustand zurückversetzt wurde. An der Giebelwand des Saals gibt es einen neu errichteten Sandsteinkamin, der an der Stelle eines ursprünglich vorhandenen aufgestellt wurde. Auf dem Fußboden befinden sich so genannte Plaveuzen. Die Deckenkonstruktion ist im Originalzustand erhalten. Womöglich als Reaktion auf den Norder Stadtbrand von 1531 liegen über den Eichenbalken Kanthölzer, die von einer Backsteinschicht bedeckt sind und den Saal so schützten, falls der Dachstuhl in Brand geriet. Das Dach ist mit Tonhohlpfannen mit Muschelkalk-Verstrich eingedeckt.
Der rückwärtige, vom Marktplatz abgewendete Teil auf der Nordseite des Gebäudes ist auf einer Länge von 7 Metern zweigeschossig, wobei jede Etage aus einem Raum besteht. Die Fenster im Giebel sind Kreuzstock-, die der Seitenwände einachsige Fenster. Sie haben im unteren Bereich ebenfalls Holzklappen, mit denen sie teilweise verschlossen werden können. Beide Innenräume verfügten ursprünglich über einen Kamin, der im Zuge der Renovierung wieder hergestellt wurde. Wahrscheinlich diente der Raum im Erdgeschoss einst als Küche, während der obere Raum ursprünglich der private Wohnbereich der Familie zu Inn- und Knyphausen war. Dort sind Kaminanlage, Butzenwände, Eichendiele und eine alte Eichenbalkendecke erhalten geblieben. Eine Besonderheit des Hauses ist es, dass es auf beiden Etagen einen Abort gab. Ein solcher Luxus konnte bis dato in einem friesischen Steinhaus aus dieser Zeit nicht nachgewiesen werden. Bei den meisten vergleichbaren Gebäuden befand sich der Abort in einem Nebengebäude.
Der Keller verfügt seit dem 17. Jahrhundert über ein Backsteingewölbe. Ursprünglich war er mit einer einfachen Balkenkonstruktion gedeckt.

## Geschichte
Das Grundstück, auf dem das Haus steht, gehörte im 16. Jahrhundert einem Mann namens Albrecht Schwinge, der des Öfteren straffällig und deshalb mehrfach zu Gefängnisstrafen verurteilt wurde. Vor allem mit der Familie zu Innhausen und Knyphausen geriet er öfter in Konflikte. Wann und wie das Grundstück an die Familie des friesischen Häuptlingsgeschlechts übergegangen ist, ist unbekannt. Schwinge starb 1617 als Junggeselle. Schon zuvor, um 1600, erbaute Reichsfreiherr Wilhelm zu Innhausen und Knyphausen, seit 1581 Besitzer der Herrlichkeit Lützburg (Lütetsburg) und Schwiegersohn des Unico Manninga, das damals so genannte Haus Manninga. Aus dem Jahre 1610 liegen Prozessakten vor, die belegen, das Wilhelm „vor und nach 1610 Besitzer des Hauses war“. Nach seinem Tod erbten die vier Söhne Wilhelms das Gebäude, dessen Besitzer im 18. und 19. Jahrhundert mehrfach wechselt. Ab 1926 gehörte es der Familie Vienna, von der es seinen Namen erhielt. Nach dem Tod der letzten Bewohnerin aus dieser Familie kaufte der Landkreis Aurich das Gebäude im Jahre 1994. Zwischen 1995 und 2000 ließ der Landkreis das Gebäude durch sein Bauamt unter fachlicher Betreuung durch den Auricher Kreis-Denkmalschützer Jan Smidt restaurieren. Am 19. Januar 2008 kaufte die Bürgerstiftung Norden das Gebäude für 70.000 Euro vom Landkreis. Mit dem Kaufvertrag ging die Stiftung die Verpflichtung ein, das Gebäude zukünftig für die Öffentlichkeit zugänglich zu machen. Diese Verpflichtung setzt die Organisation unter anderem mit der etwa monatlich im großen Saal des Erdgeschosses stattfindenden Reihe Kultur im Bürgerhaus um.